# Leonie Pieper
Pour les articles homonymes, voir Pieper.
Leonie Pieper, née le 24 août 1992, est une rameuse allemande.

## Palmarès

### Championnats du monde
- 2019 à Ottensheim (Autriche)
  -  Médaille de bronze en quatre de couple poids légers
- 2016 à Rotterdam (Pays-Bas)
  -  Médaille d'argent en quatre de couple poids légers
- 2015 à Aiguebelette (France)
  -  Médaille d'or en quatre de couple poids légers
- 2014 à Amsterdam (Pays-Bas)
  -  Médaille de bronze en quatre de couple poids légers

### Championnats d'Europe
- 2019 à Lucerne ( Suisse) 
  -  Médaille d'argent en skiff poids légers